# Tiberkanine
Tiberkanine è un comune dell'Algeria, situato nella provincia di 'Ayn Defla.